# (8130) Seeberg
(8130) Seeberg (1976 DJ1) – planetoida z pasa głównego asteroid okrążająca Słońce w ciągu 7,99 lat w średniej odległości 4 au. Odkryta 27 lutego 1976 roku.